# Berneuxia thibetica
Berneuxia thibetica är en fjällgröneväxtart som beskrevs av Joseph Decaisne. Berneuxia thibetica ingår i släktet Berneuxia och familjen fjällgröneväxter. Inga underarter finns listade i Catalogue of Life.

## Bilder

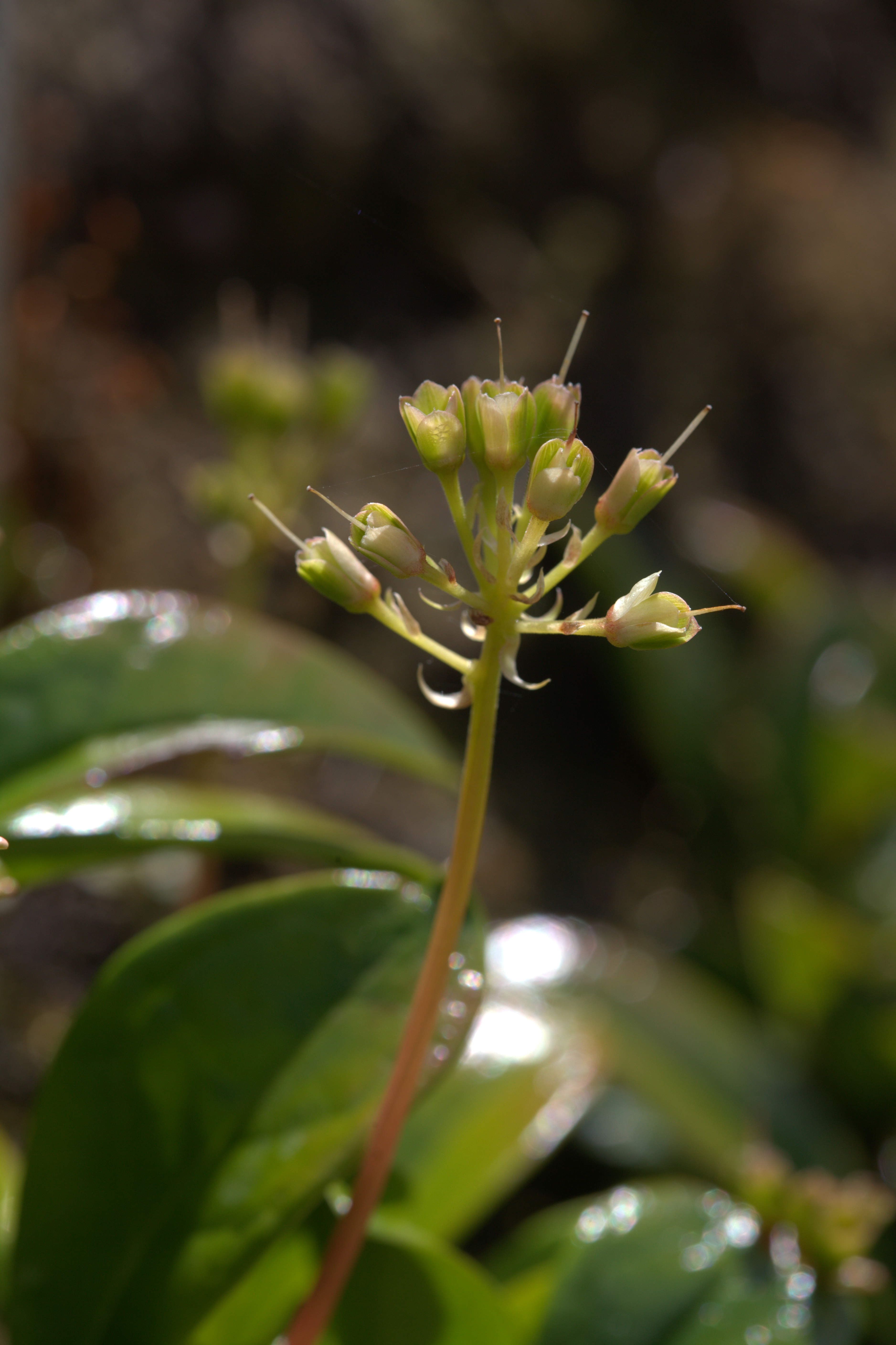
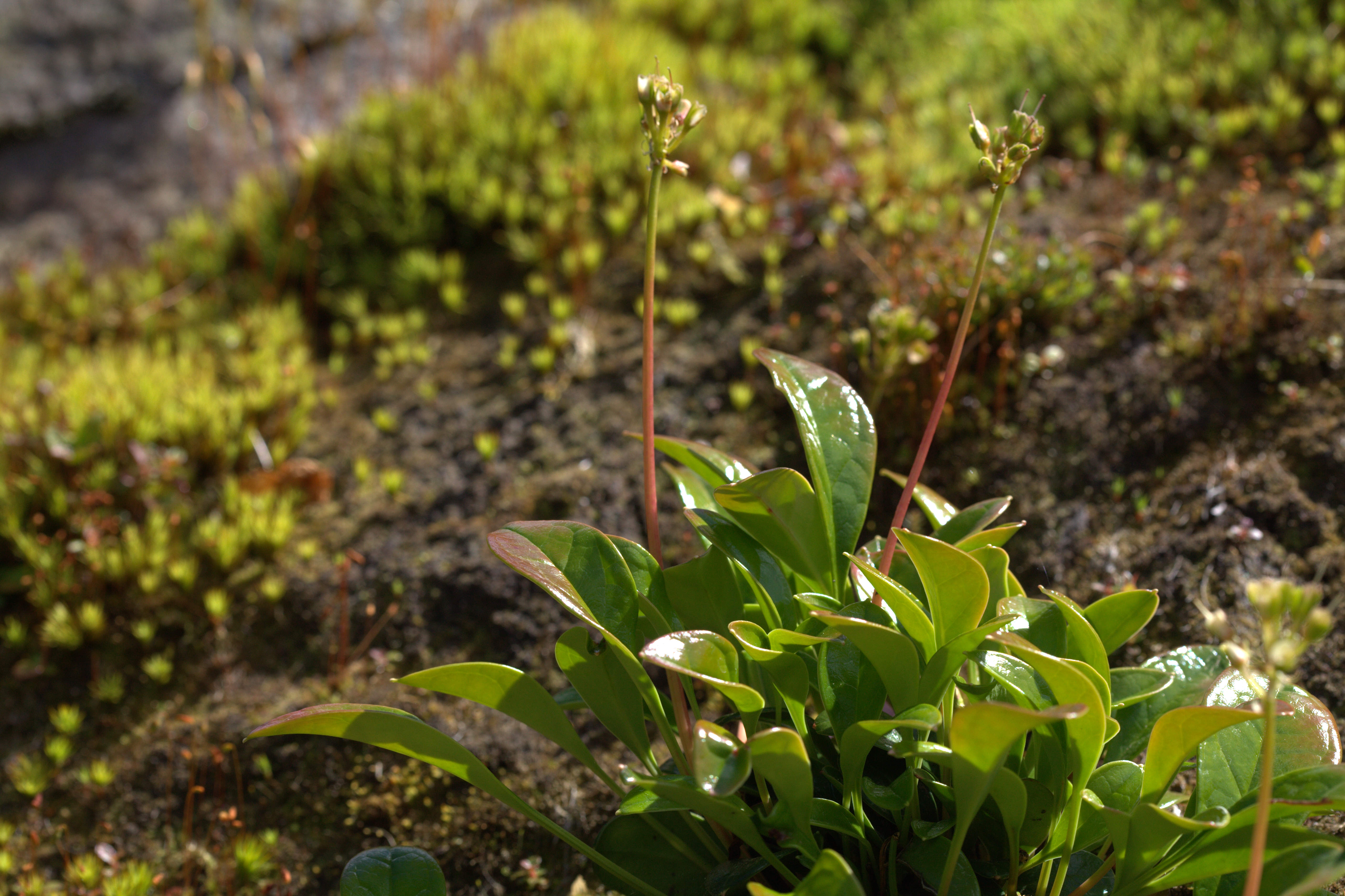
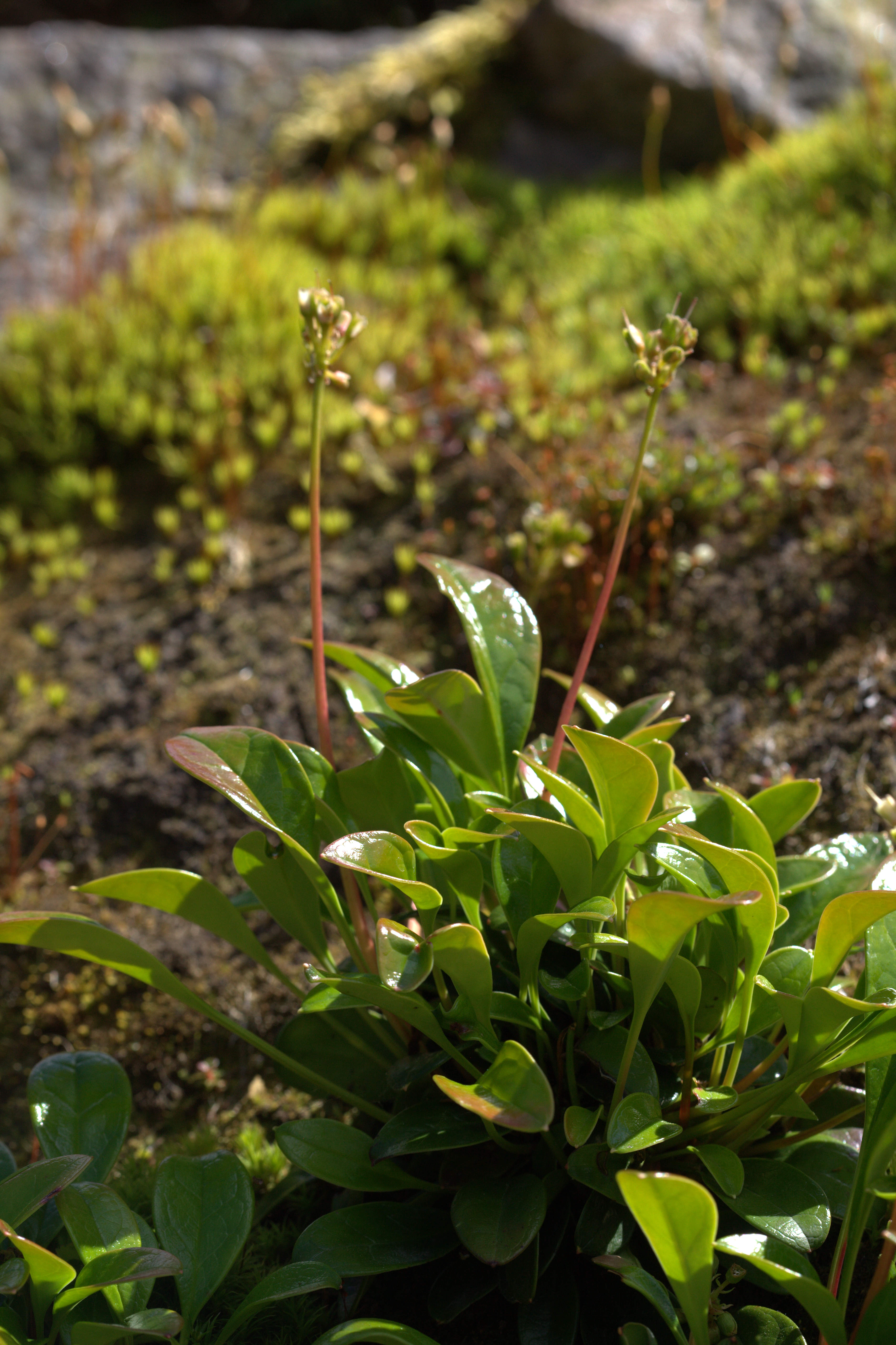
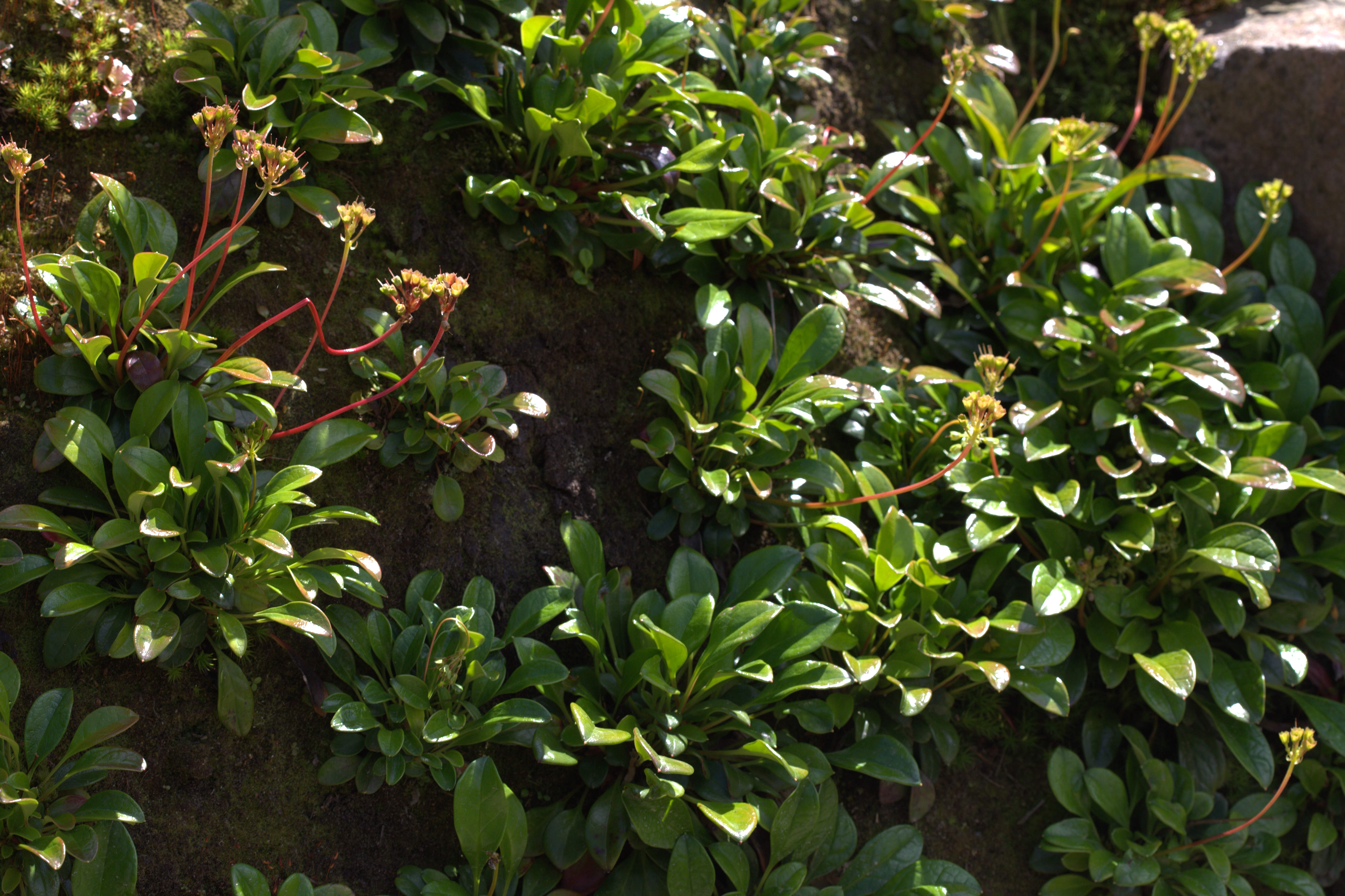